# ʿArʿar
ʿArʿar (arabisch عرعر, DMG ʿArʿar) ist die Provinzhauptstadt von al-Hudud asch-Schamaliyya (Provinz der „nördlichen Grenze“) in Saudi-Arabien. Die Einwohnerzahl beträgt 199.247 (Stand 2022).

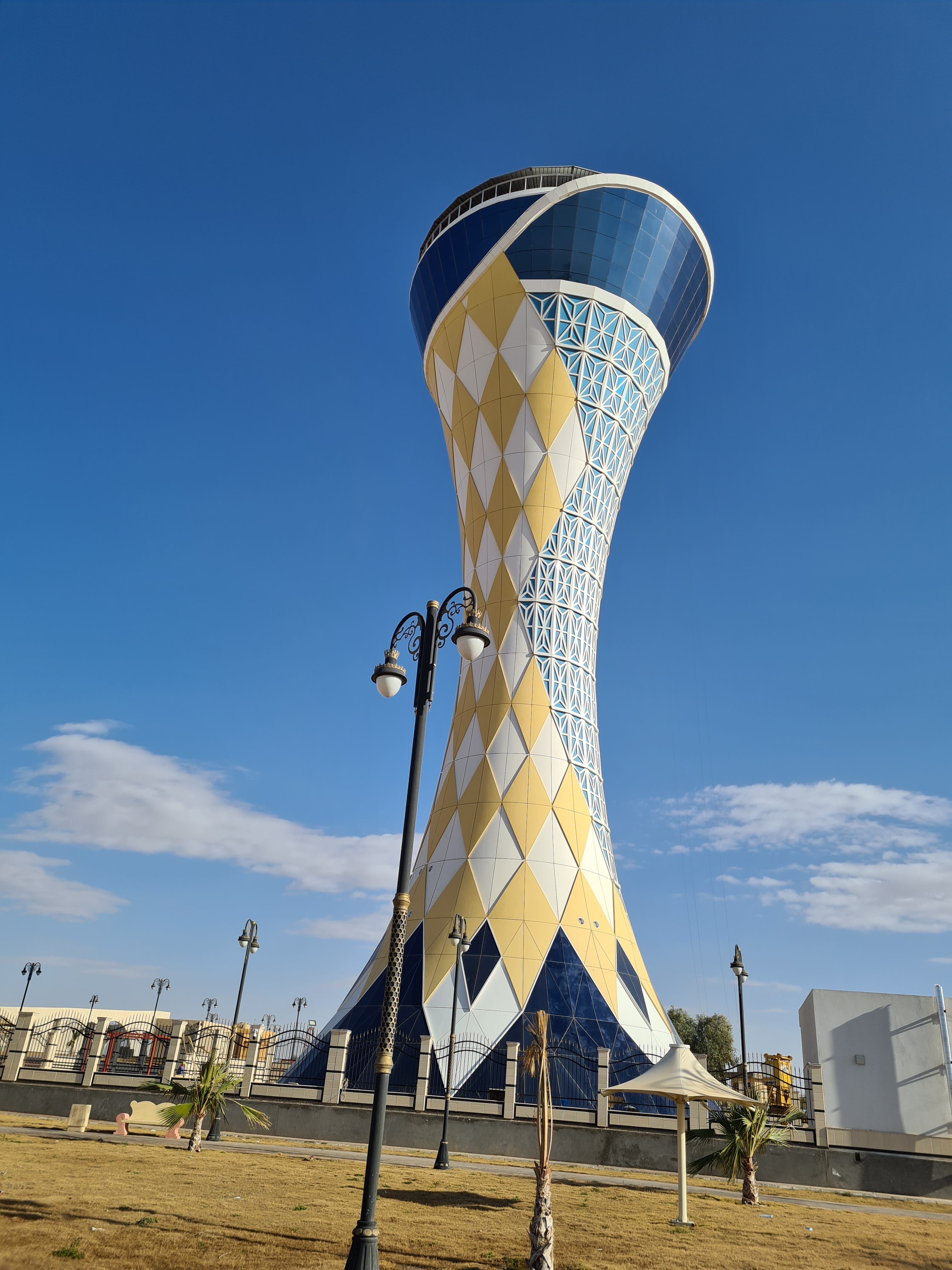
Wasserturm von ʿArʿar

Die Stadt wurde 1951 gegründet, nachdem die Tapline durch Saudi Aramco fertig erbaut war. Sie ist über den Flughafen ʿArʿar (IATA-Code RAE) an das saudi-arabische Verkehrsnetz angebunden. Die Tapline führt an ʿArʿar vorbei.
Koordinaten: 30° 59′ N, 41° 1′ O